# 朱寬 (隋朝)
朱宽（6世纪—7世纪），中国隋朝军事人物。官居羽骑尉。大业三年（607年），隋炀帝杨广派他和何蛮一起出东海，到流求，了解当地情况，次年，再次前往。朱宽的活动加强了流求和大陆的关系，流求可能泛指现在的琉球群島或台湾等，中國以東大海中的一連串島嶼。 